# جان دورنین
جان دورنین (انگلیسی: John Durnin؛ زادهٔ ۱۸ اوت ۱۹۶۵) بازیکن فوتبال اهل بریتانیا است.
از باشگاه‌هایی که در آن بازی کرده‌است می‌توان به باشگاه فوتبال بلکپول، باشگاه فوتبال وست برومویچ آلبیون، باشگاه فوتبال پورت ویل، باشگاه فوتبال آکرینگتون استنلی، باشگاه فوتبال لیورپول، باشگاه فوتبال آکسفورد یونایتد، باشگاه فوتبال پورتسموث، باشگاه فوتبال کارلایل یونایتد، و باشگاه فوتبال کیدرمینستر هاریرس اشاره کرد.